# Marianne Jung
Marianne Jung (ur. 20 listopada 1784 w Linzu (?) prawdopodobnie jako Marianne Pirngruber, po mężu Marianne von Willemer, zm. 6 grudnia 1860 we Frankfurcie nad Menem) – pochodząca z Austrii aktorka i tancerka.
Gdy miała 14 lat jej matka przeniosła się z nią do Frankfurtu, gdzie Marianna występowała w teatrze, a następnie została żoną powtórnie owdowiałego bankiera Johanna Jakoba von Willemera, bliskiego znajomego Johanna Wolfganga von Goethego, który w latach 1814 i 1815 uwiecznił ją w lirycznej poezji zawartej w Księdze Suleiki, stanowiącej istotną część dzieła Dywan (Zbiór) Zachodu i Wschodu (niem. West-östlicher Divan), zawierającego również utwory Marianny.

## Dzieciństwo i młodość
Marianne była córką aktorki Elisabeth Pirngruber, która przeniosła się z Linz do Wiednia, gdzie występowała w podmiejskich teatrach. Marianną zajmowały się cztery jej siostry mieszkające w Wiedniu. Dziewczynka była żywa i pojętna, pobierała lekcje prywatne u miejscowego proboszcza. Również od dziecka uczyła się aktorstwa i tańca baletowego. Ośmioletnia Marianna występowała już na scenie, a po roku była wymieniona w programie jednego z teatrów w Pressburgu (obecnie Bratysława).
Ponieważ matka nie mogła znaleźć angażu w Wiedniu, postanowiła przenieść się z córką do Frankfurtu nad Menem, jednak i tam nie wiodło im się lepiej. Matka uzyskała zatrudnienie tylko jako pracownik obsługi (sprzątaczka) w teatrze. Natomiast Marianna odniosła sukces sceniczny, już 26 grudnia 1798 r. była wymieniona w programie teatralnym. Jako czternastolatka zadebiutowała w operze Der Spiegelritter, śpiewogrze Der kleine Matrose i przedstawieniu baletowym Die geraubte Braut. Została zauważona i przychylnie oceniona przez krytykę teatralną w maju 1799 r.
Wiosną 1800 odniosła wielki sukces występując w balecie Harlekin aus dem Ei. Miłośnik teatru, zamożny 40-letni bankier Johann Jakob Willemer podziwiał jej występy. Po pilnej obserwacji namówił matkę Marianny do przeniesienia na niego praw opiekuńczych (jako Ziehtochter) za kwotę 2000 guldenów, zobowiązując się do jej wychowywania i kształcenia muzycznego. Dotrzymał słowa, lecz Marianna musiała pożegnać się ze sceną, ostatni raz wystąpiła 25 kwietnia 1800 r. W ten sposób znalazła się w domu wdowca Willmersa we Frankfurcie wraz z jego czterema córkami z poprzedniego małżeństwa. Kształciła się w grze na fortepianie i w śpiewie. Gry na gitarze uczyła się u znanego muzyka Christiana Gottlieba Scheidlera. Brała lekcje rysunku, nauczyła się łaciny, języka włoskiego i francuskiego.

## Spotkanie z Goethem
Goethe poznał pannę Mariannę w zaprzyjaźnionym domu Willmersów, gdy ta miała 30 lat, krótko przed jej ślubem w 1814 r. Była zapaloną czytelniczką jego utworów, potrafiła znakomicie recytować z pamięci całe partie poezji, również znane pieśni Mignon. W następnym roku, w sierpniu i wrześniu spędzili razem kilka tygodni w wiejskiej posiadłości Willmersów, wtedy to powstało przeszło 30 wierszy lirycznych, tworzących zasadniczą część Księgi Suleiki (czyli Marianny). Wśród nich są udokumentowane trzy utwory autorstwa Marianny, a mianowicie:
- Hochbeglückt in deiner Liebe (tytuł w Księdze Suleiki: Suleika)
- Was bedeutet die Bewegung (Ostwind)
- Ach, um deine feuchten Schwingen (tytuł w Księdze Suleiki Westwind),

co jednak zostało podane dopiero po wydaniu książki.
Marianne von Willemer była jedyną wśród licznych miłości Goethego wymienioną jako współautorka jego dzieła. Sama nigdy nie publikowała pod własnym nazwiskiem. Jej opublikowane utwory, gdy jeszcze nie była ujawniona jako autorka, znalazły uznanie czytelników. Kompozytor Franz Schubert, inspirowany licznymi utworami Goethego, skomponował do wierszy z Księgi Suleiki:
- w marcu 1821 Was bedeutet die Bewegung (Suleika I, D.720, Opus 14)
- 1828 Ach, um deine feuchten Schwingen (Suleika II, D.717, Opus 31).

Jako wspomnienie o Marianne von Willemer w mieście Linz (Austria) zainicjowano nagrodę jej imienia Marianne-von-Willemer-Preis.